# Дбар, Роман Саидович
Роман Саидович Дбар (абх. Дбар Роман Саид-иԥа; род. 14 ноября 1957, Пицунда, Абхазская АССР) — абхазский политик и учёный, министр экологии Республики Абхазия (1993—1995), председатель государственного комитета Республики Абхазия по экологии и природопользованию (с 1995), лауреат Государственной премии имени Г. А. Дзидзария.

## Биография
Родился 14 ноября 1957 года в Пицунде.
В 1980 году окончил биологический факультет Саратовского государственного университета. В середине 1980-х годов учился в аспирантуре Зоологического института АН СССР (Ленинград), там же защитил диссертацию кандидата биологических наук.
С 1988 по 1990 годы работал заведующим лабораторией интродукции Абхазской опытной станции защиты растений.
С 1991 по 1993 годы назначен заведующим кафедрой ботаники и зоологии, а также деканом биолого-географического факультета Абхазского государственного университета. Будучи энтомологом-систематиком, описал более 30 новых видов насекомых из Японии, Монголии, Средней Азии, Сибири, Кавказа и Кипра.
С 1992 по 1993 годы, в период войны с Грузией, являлся заместителем командира роты, руководителем информационно-аналитического отдела МИД Республики Абхазия, членом трехсторонней Объединённой комиссии по урегулированию в Абхазии при посреднической миссии министра по чрезвычайным ситуациям России С. К. Шойгу.
С 1993 по 1995 год был министром экологии в правительстве Абхазии. В 1993—1994 годах инициировал создание общественной экологической организации «Апсабара» («Природа»).
С 1995 года является председателем Государственной экологической инспекции Республики Абхазия и председателем правления Государственного экологического фонда Абхазии.
В 1999 году избран действительным членом Международной академии наук экологии, безопасности природы и человека (МАНЭБ) (Санкт-Петербург), президент Абхазского отделения МАНЭБ.
14 октября 2011 года при формировании нового правительства президентом Абхазии утверждён в прежней должности — председателя Государственного комитета Республики Абхазия по экологии и природопользованию.

## Награды
- Государственная премия имени Г. А. Дзидзария (2008)
- Орден «Честь и слава» III степени[3]